# Gare de Gimouille
La gare de Gimouille est une gare ferroviaire, fermée, de l'embranchement de Saincaise à Gimouille sur la ligne de Moret - Veneux-les-Sablons à Lyon-Perrache. Elle est située sur la rive sud-est du canal latéral à la Loire, au port de Gimouille, à peu de distance au sud-ouest du bourg de Gimouille, dans le département de la Nièvre.
Ouverte en 1868 par la Compagnie des chemins de fer de Paris à Lyon et à la Méditerranée (PLM), elle est fermée en 1980 par la Société nationale des chemins de fer français (SNCF).

## Situation ferroviaire

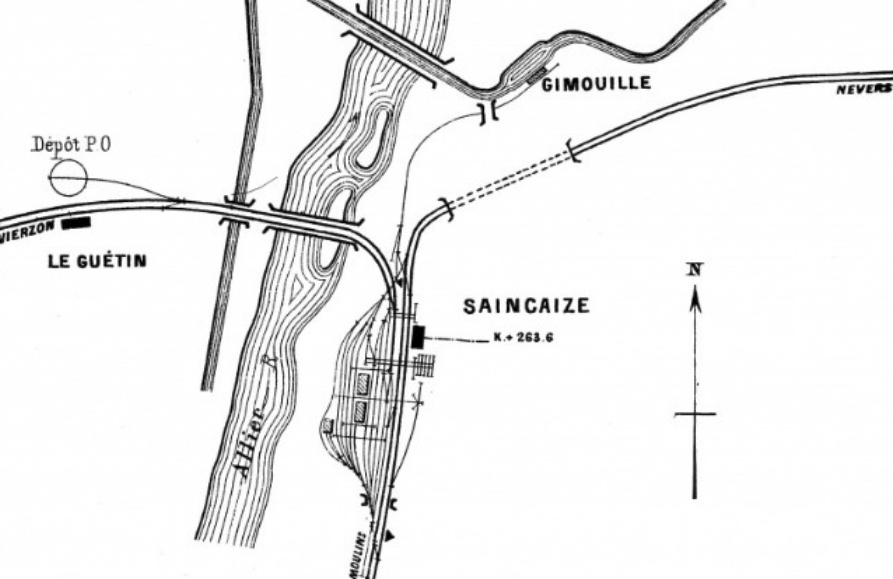
Plan de situation de l'embranchement de 1868 à 1965-67.

Établie à 182 mètres d'altitude, la gare de Gimouille, fermée et détruite, était située au terminus, de l'embranchement, de deux kilomètres de Saincaize à Gimouille, de la ligne de Moret - Veneux-les-Sablons à Lyon-Perrache.
Cette situation est celle qui a existé de 1868 à 1965-67 lors de la modification de la ligne principale pour éviter le tunnel de Sampanges qui, notamment, présente des désordres. Le nouveau tracé de la ligne principale est établi en parallèle de l'embranchement jusqu'au canal,.

## Histoire

### Gare PLM (1868-1937)
La gare de Gimouille est mise en service le 1er mai 1868, par la Compagnie des chemins de fer de Paris à Lyon et à la Méditerranée (PLM), lorsqu'elle ouvre à l'exploitation les deux kilomètres de l'embranchement de Sincaize à Gimouille, sur sa ligne de Paris à Lyon par le Bourdonnais, l'embranchement, construit à ses frais entre les gares de Saincaize et de Gimouille. Cet embranchement est tracé au nord de la colline de Sampanges pour rejoindre la rive gauche du canal latéral à la Loire où se situe le port de Gimouille, dit aussi gare d'eau de Gimouille. Ouverte uniquement à la petite vitesse (marchandises), la gare ferroviaire est établie en parallèle au canal. Ce sont « les expéditeurs ou les destinataires qui opèrent à leurs frais les chargements et déchargements des marchandises des bateaux sur les quais de la gare et réciproquement, et n'ont à payer au chemin de fer que les frais ordinaires de transport ». La compagnie du PLM met à leur disposition « une grue de 6 000 kg » pour la manutention des colis lourds.
En 1894 le trafic de 287 000 tonnes est en progression par rapport à l'année précédente ou il était de 223 560 tonnes. Le chemin de fer a chargé principalement de la chaux de Beffes et déchargé du bois et des matériaux divers. La progression de cette année est principalement due à des chargements de charbons transporté jusqu'à l'usine de produits chimiques de Prémery.

Port et gare vers 1900
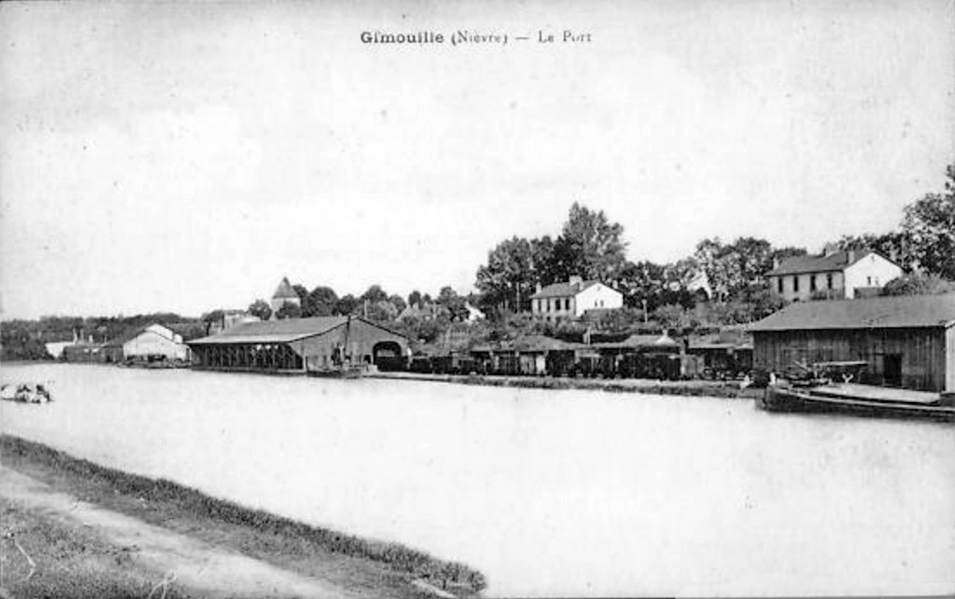
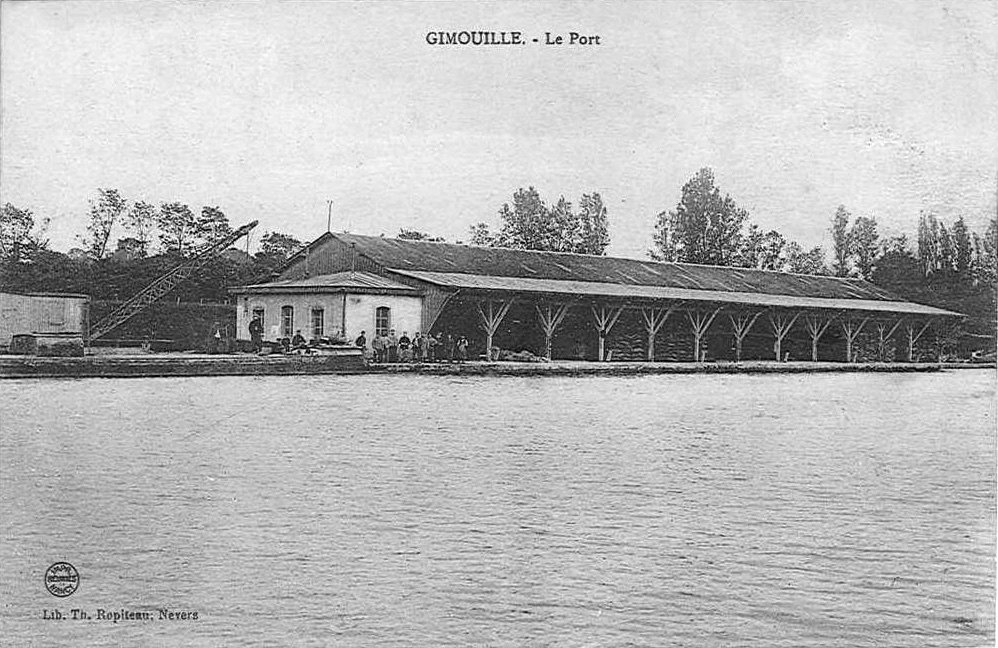

En 1911, la gare de Gimouille figure dans la nomenclature des gares stations et haltes du PLM comme gare terminus de la ligne de Saincaize à Gimouille. Fermée au service de la grande vitesse, elle est uniquement ouverte au service complet de la petite vitesse, à l'exclusion des voitures, chevaux et bestiaux.

### Gare SNCF (1938-1980)
En 1965, débute le chantier de construction de la déviation du tunnel de Sampanges qui est établie en parallèle de l'embranchement. Après sa mise en service en 1867, la gare de Gimouille poursuit ses activités jusqu'à sa fermeture en 1980,.

## Patrimoine ferroviaire
Sur le quai du canal une grue à pivot, présente sur un plan de 1905, est l'unique vestige qui rappelle la présence de la gare,.